# NGC 2348
NGC 2348 (również ESO 88-SC1) – gromada otwarta znajdująca się w gwiazdozbiorze Ryby Latającej. Odkrył ją John Herschel 31 stycznia 1835 roku. Jest położona w odległości ok. 3,5 tys. lat świetlnych od Słońca.